# Filip Siarkiewicz
Filip Siarkiewicz (ur. 28 kwietnia 1872 w Żółkwi, zm. 21 maja 1932 w Łańcucie) – generał brygady Wojska Polskiego, członek Naczelnej Komendy Obrony Lwowa w listopadzie 1918 roku.

## Życiorys
Filip Siarkiewicz urodził się 28 kwietnia 1872 roku w Żółkwi, w rodzinie Filipa i Marii z Łęgowskich. Maturę złożył we Lwowie. W latach 1891–1892 odbył jednoroczną służbę wojskową w Wiedniu. Od 1 października 1892 do 1 listopada 1918 był zawodowym oficerem cesarskiej i królewskiej Armii. Służbę pełnił we Lwowie i Sarajewie między innymi, jako instruktor szermierki (do 1898). W latach 1901–1903 ukończył instytut dla nauczycieli jazdy. W 1912 roku, w stopniu rotmistrza, pełnił służbę w c. i k. 11 dywizjonie taborów we Lwowie. W czasie wielkiej wojny był dowódcą taborów dywizji piechoty i korpusu armijnego oraz dowódcą batalionu zapasowego taborów we Lwowie. W czasie służby w c. i k. armii awansował kolejno na podporucznika (1894), porucznika (1899), rotmistrza (1909) i majora (1916).
6 listopada 1918 został dowódcą taborów obrony Lwowa, a w grudniu tego roku referentem w Referacie Taborów Armii „Wschód” i 6 Dywizji Piechoty w Przemyślu. Podczas wojny polsko-ukraińskiej uratował i zabezpieczył przed zniszczeniem olbrzymie ilości mienia wojskowego w Przemyślu i we Lwowie. 18 marca 1919 roku został formalnie przyjęty do Wojska Polskiego i przydzielony do Inspektoratu Wojsk Taborowych. 15 kwietnia 1919 roku został dowódcą szwadronu zapasowego taborów Nr 6. 
6 czerwca 1919 roku został przeniesiony z Dowództwa Taborów przy Dowództwie „Wschód” do Szkoły Taborów w Warszawie. 26 lutego 1920 został zwolniony z czynnej służby wojskowej, na skutek wniosku reklamacyjnego i przeniesiony do rezerwy. 1 maja 1920 roku, w czasie wojny z bolszewikami, powołany na stanowisko zastępcy szefa Sekcji IV Departamentu II Ministerstwa Spraw Wojskowych. 29 maja 1920 roku został zatwierdzony z dniem 1 kwietnia 1920 roku w stopniu pułkownika, w Wojskach Taborowych, w grupie oficerów byłej armii austro-węgierskiej. 1 listopada 1920 przeniesiony do Dowództwa Okręgu Generalnego Lwów i wyznaczony na stanowisko oficera inspekcji wojskowej taborów. 1 czerwca 1921 otrzymał nominację na dowódcę 6 dywizjonu taborów we Lwowie. 
3 maja 1922 roku został zweryfikowany w stopniu pułkownika ze starszeństwem z dniem 1 czerwca 1919 roku i 1. lokatą w korpusie oficerów taborowych. 24 sierpnia 1923 roku Minister Spraw Wojskowych generał Stanisław Szeptycki mianował go szefem Wydziału Wojsk Taborowych w Departamencie II Jazdy Ministerstwa Spraw Wojskowych w Warszawie. 1 grudnia 1924 roku został mianowany generałem brygady ze starszeństwem z dniem 15 sierpnia 1924 roku i 22. lokatą w korpusie generałów. Z dniem 27 stycznia 1925 roku został mianowany inspektorem remontu przy Generalnym Inspektorze Kawalerii. Z dniem 30 listopada 1926 roku został przeniesiony w stan spoczynku.
W latach 1926–1932 zarządca stadniny koni w Albigowej. Mieszkał w Łańcucie, gdzie zmarł 21 maja 1932 roku.
Filip Siarkiewicz był żonaty z Zofią Schnack-Herbosegg, z którą miał dwoje dzieci. Jego zięć, Bolesław Orłoś, przejął zarząd stadniny koni. Wnukiem generała był Andrzej Orłoś.

## Odznaczenia
- Krzyż Walecznych
- Krzyż Niepodległości – pośmiertnie 22 kwietnia 1938 „za pracę w dziele odzyskania niepodległości”[14]